# 2004 na literatura

## Obras
- José Saramago - Ensaio sobre a Lucidez

## Mortes
| Data           | Nome                                          | Profissão                                              | Nacionalidade  | Observações     | Ref |
| -------------- | --------------------------------------------- | ------------------------------------------------------ | -------------- | --------------- | --- |
| 4 de fevereiro | Hilda Hilst                                   | poeta, escritora e dramaturga                          | Brasil         | n. 1930         |     |
| 19 de junho    | Oscar Bento Ribas                             | escritor e etnólogo                                    | Angola         | n. 1909         |     |
| 30 de junho    | António Sousa Freitas                         | poeta                                                  | Portugal       | n. 1921         |     |
| 2 de julho     | Sophia de Mello Breyner                       | poetisa                                                | Portugal       | n. 1919         |     |
| 17 de julho    | Agenor Miranda                                | babalorixá do candomblé e escritor                     | Angola         | n. 1907         |     |
| 27 de julho    | Fernando Augusto de Freitas Motta Luso Soares | advogado, ficcionista, ensaísta e dramaturgo           | Portugal       | n. 1924         |     |
| 11 de outubro  | Fernando Sabino                               | escritor e jornalista                                  | Brasil         | n. 1923         |     |
| 13 de outubro  | Maria Rosa Colaço                             | professora, escritora e jornalista                     | Portugal       | n. 1935         |     |
| 12 de novembro | Tamara Shakryl                                | linguista, professora e defensora dos direitos humanos | Geórgia        | n. 1925 ou 1926 |     |
| 28 de dezembro | Susan Sontag                                  | escritora                                              | Estados Unidos | n. 1933         |     |

## Prémios literários
- Nobel de Literatura - Elfriede Jelinek
- Prémio Camões - Agustina Bessa-Luís[1]
- Prémio Machado de Assis - Francisco de Assis Almeida Brasil
- Prémio Hans Christian Andersen - Martin Waddell